# نعمت‌الله رفیعی
نعمت‌الله رفیعی (زاده ۱۳۰۶ - کاشان) تهیه‌کننده و فیلم‌بردار اهل ایران بوده‌‌است.
وی برادر شکرالله رفیعی (کارگردان) و عزیزالله رفیعی (تهیه‌کننده و کارگردان) است.

## تهیه‌کننده
- گدای اشراف زاده (۱۳۵۷)
- خاتون (۱۳۵۶)
- مشکل آقای اعتماد (۱۳۵۶)
- پاک‌باخته (۱۳۵۵)
- تنهایی (۱۳۵۵)
- جدال (فیلم ۱۳۵۵) (۱۳۵۵)
- جدال (۱۳۵۵)
- کینه (۱۳۵۴)
- هدف (۱۳۵۴)
- شکست ناپذیر (۱۳۵۳)
- گروگان (۱۳۵۳)
- مواظب کلات باش (۱۳۵۳)
- آقای جاهل (۱۳۵۲)
- در آخرین لحظه (۱۳۵۲)
- اعجوبه‌ها (۱۳۵۱)
- فاتح دل‌ها (۱۳۵۱)
- مردی در طوفان (۱۳۵۱)
- زندگی وارونه (۱۳۵۰)
- جدایی (۱۳۴۸)
- زیر گنبد کبود (۱۳۴۶)
- مرخصی اجباری (۱۳۴۴)

## فیلم‌برداری
- حاجی جبار در پاریس (۱۳۳۹)
- آقای شانس (۱۳۳۸)
- همه گناهکاریم (۱۳۳۷)